# Ateuchus klugi
Ateuchus klugi är en skalbaggsart som beskrevs av Edgar von Harold 1868. Ateuchus klugi ingår i släktet Ateuchus och familjen bladhorningar. Inga underarter finns listade.